# فدریکو بروساکا
فدریکو بروساکا (انگلیسی: Federico Brusacà؛ زادهٔ ۳۰ ژانویهٔ ۱۹۹۶) بازیکن فوتبال است.
از باشگاه‌هایی که در آن بازی کرده‌است می‌توان به باشگاه فوتبال جنوآ اشاره کرد.